# Dieter Glawischnig
Dieter Glawischnig (Graz, 7 de marzo de 1938) es un pianista, trompetista, trombonista y compositor austríaco de jazz.

## Historial
Tras estudiar en la Universidad de Música y Arte Dramático de Graz, Glawischnig trabajó desde 1963 como trombonista colaborador en la big band de la ORF. Luego trabajó en la Ópera de Graz entre 1968 a 1975, dirigiendo a la vez el departamento de jazz de la Universidad de Música de Graz. En 1973 asumió la dirección de la banda de la NDR de Hamburgo, que desde 1980 se conformó como una verdadera big band. Permaneció al frente de esta banda hasta 2008.
Paralelamente, en 1974 había fundado junto a Ewald Oberleitner y John Preininger la banda "The Neighbours", en la que se buscaba una síntesis de los elementos escritos y de los improvisados, y con la que realizó un gran número de giras y actuaciones. En esta banda estuvieron, entre otros, Fred Anderson, Anthony Braxton, Karl Berger, Gerd Dudek, Albert Mangelsdorff y John Surman. El trabajo de Glawischnig pretendía realizar una verdadera integración (y no una simple yuxtaposición) entre música y poesía. Trabajará de forma especialmente instensa con los poemas de Ernst Jandl. En 1989 trabaja este tipo de obras con la NDR Big Band y con solistas como Manfred Schoof , Christof Lauer , Conny Bauer , Andreas Schreiber y John Marshall. Con Marshall trabaja también en dúo y trío ("Cercle").

## Discografía
- Neighbours Live, 1975.
- Great Neighbours Music, 1979.
- Laut und luise - aus der kürze des lebens con Ernst Jandl y la NDR Big Band, 1995.